# Деккерс, Элизабет
Элизабет Деккерс (англ. Elizabeth Dekkers, род. 6 мая 2004, Южный Брисбен) — австралийская пловчиха, специализирующаяся на плавании баттерфляем. Двукратный призёр чемпионатов мира в большом бассейне и трёхкратный бронзовый призёр чемпионатов мира на короткой воде. Чемпионка Игр Содружества 2022 года.

## Карьера
В декабре 2022 года на чемпионате мира по плаванию на короткой воде в Мельбурне завоевала бронзовую медаль на дистанции 200 метров баттерфляем.
На чемпионате мира 2023 года в Фукуоке стала серебряным призёром на дистанции 200 метров баттерфляем.
В 2024 году на летних Олимпийских играх в Париже приняла участие в заплывах на дистанции 200 метров баттерфляем, в итоговом протоколе стала четвёртой.
На чемпионате мира 2024 года в 25-метровом бассейне, в Будапеште, завоевала 2 бронзовые медали, в том числе одну бронзовую в индивидуальном заплыве баттерфляем на 200 метров.
В 2025 году на чемпионате мира в Сингапуре стала бронзовым призёром на дистанции 200 метров баттерфляем.